# Bonito de Santa Fé
Pour les articles homonymes, voir Bonito (homonymie) et Santa Fe.
Bonito de Santa Fé est une ville brésilienne de l'ouest de l'État de la Paraíba.
Sa population était estimée à 10 253 habitants en 2007. La municipalité s'étend sur 228 km2.